# Поп машина
Поп машина био је југословенски и српски прогресив рок бенд из Београда. Основан је 1972. године, а објавио је два студијска и један живи албум до распуштања 1978. године. Након распуштања бенда, бивши чланови формирали су краткотрајни хард рок бенд Рок машина.

## Историјат бенда
Бенд су 1972. године у Београду формирали бас-гитариста и певач Роберт Немечек и гитариста и певач Зоран Божиновић, бивши чланови састава Џентлмени, као и бубњар Ратислав Раша Ђелмаш и гитариста и певач Сава Бојић. Бојић је бенд напустио убрзо након формирања и приступио бенду Тако, 1974. године, а у јесен 1972. године Ђелмаш се прикључио YU групи. Заменио га је Михајло Бата Поповић, бивши члан бендова Интро и Силуете.
Поп машина је била један од пионира југословенске хард рок сцене, као и први прогресивни бенд чија је музика била оријентисана ка тврђем звуку, за разлику од осталих тада актуелних састава који су своју музику стварали примарно под утицајем џеза и класичне музике.
Често су организовали концерте, а 1972. године су имали бесплатан концерт код Хајдучке чесме у Београду, на којем су се појавили и бендови С времена на време, Породична мануфактура црног хлеба и многи други. У мају 1973. године организовали су још један бесплатан концерт код Хајдучке чесме, на којем су наступали и бендови Јутро, Група 220, Влада и Бајка и многи други.
Први студијски албум Киселина, који представља први концептуални албум југословенске рок сцене као и трећи рок албум објављен у Србији група је објавила 1973. године. Међутим, због теме албума која се односи на ментално путовање под утицајем ЛСД-ја дошло је до цензуре од стране издавачке куће ПГП РТБ, услед чега је група морала да пристане на одређене компромисе ради прикривања концепта албума. Албум је садржао тврди рок звук, као и елементе есид и психоделичног рока, а на њему се нашло и неколико акустичних композиција које је осмислио Немечек. Гост на клавијатурама је био Слободан Марковић, а на три песме је као бас-гитариста учествовао Миша Алексић, касније један од оснивача бенда Рибља чорба. На албуму су такође учествовали и чланови бенда С времена на време, Љуба Нинковић и Војислав Ђукић, Драго Млинарец, као и чланови бенда Даг на пратећим вокалима.
Поп машина је наставила сарадњу са бендом С времена на време, заједно су снимали песме и наступали, а 1975. године Немечек се појавио као гост на њиховом дебитантском албуму. По објављивању албума Киселина, бенд је одржао велики број концерата. Често су наступали у Хали спортова. Ови концерти организовани су уз помоћ Александра Тијанића.
Почетком 1975. године у Академик студију у Љубљани, бенд је снимио свој други студијски албум под називом На извору светлости. Албум су продуцирали Иво Умек и Немечек, а на њему су гостовали Љуба Нинковић и Слоба Марковић. На албуму се нашла блуз трака Негде далеко, снимљена уживо у Хали спортова, на концерту 2. јануара 1974. године као и песма Реквијем за пријатеља, коју је написао Нинковић и посветио је Предрагу Јовичићу, певачу бенда Сан, који је преминуо од струјног удара у Спортском центру Чаир у Нишу. На албуму се појавила и нова верзија песме Земља светлости, која је раније објављена као сингл. Након издавања албума, бенду се придружио и Оливер Мандић, али је напустио бенд после само неколико наступа. Године 1976. бенд је објавио уживо албум Пут ка сунцу и постао први југословенски бенд који је издао живи албум.
Крајем 1976. године Немечек је напустио бенд због војних обавеза, а нови чланови постали су бас-гитариста Душан Петровић, бубњар Душан Ђукић и гитариста Видоја Божиновић Џинџер. Након што се Немечек вратио из војске, преселио се у Лондон, где је почео да ради за британску музичку компанију. Из Лондона писао је за југословенске часописе као што су РТВ ревија и Ју видео. Поп машина је тада преусмерила свој правац ка џез-року, а бенд је снимио сингл на којем су се нашле песме Моја песма и Успомена. Године 1977. Петровић је напустио бенд и прикључио се Генерацији 5, а заменио га је Мирослав Цвеле Цветковић, бивши члан бенда Тилт. Нова постава најавила је снимање албума, међутим 1978. године бенд је расформиран.

## Након распада бенда
Након расформирања бенда, Видоја Божиновић и Ђукић приступили су бенду Дах, а после његовог распуштања Божиновић се придружио бенду Опус у којем је провео шест месеци. Немечек је радио у Дадову као уредник рок програма.
Године 1980. Немечек, браћа Божиновић и бубњар Владан Докић формирали су хард рок и хеви метал бенд Рок машина, који је објавио један албум пре распуштања 1982. године. Након распуштања Рок машине, Зоран Божиновић се повукао из музике, али је 1990. године почео да наступа са блуз-рок бендом Зона Б. Преминуо је 2004. године. Видоја Божиновић наступао је у блуз клубовима са џез бендом Интерактив, пре него што се прикључио Рибљој чорби, 1984. године. Немечек је постао уредник филмског програма у РТВ Политика.
Године 1994. поново је издат албум Киселина на компакт диск издању, под покровитељством издавачке куће ИТВММ. Исте године, на компилацијском албуму Плима: Прогресивна музика у оквиру едиције YU retRockspektiva нашла се њихова песма Киселина. Године 2000. албум Киселина на компакт диску издала је пољска издавачка кућа Wydawnictwo 21 у ограниченом броју од 500 примерака, са четири бонус песме. Године 2005. албум је издат на винилу од стране аустријске музичке куће Атлантида.
Поводом 35 година од настанка албума, Немечек је 2007. године у сарадњи са издавачком кућом MCG издао албум Оригинална Киселина — 35 година касније у ограниченом броју од 999 примерака. Ово издање је садржало оригинално замишљен редослед песама, другачије миксеве као и првобитно дизајниран омот албума. Године 2008. Interput music и Мултимедија рекордс објавили су Антологију 1972—1976 у којој су приказани сви снимци Поп машине, девет необјављених песама, снимак концерата у Хали спортова, као и књига о бенду.
2022. године, на плочи је изашао албум Киселина у издању Croatia Records-а. Материјал са оригиналних трака је ремастеризован у Лондону.

## Наслеђе
Песму Земља светлости обрадила је алтернативна рок група Дисциплина кичме на албуму Нова изненађења за нова поколења, 1991. године. Песму Сећања обрадио је српски рок певач Никола Чутурило и објавио је на свом албуму Ту и сад, 2012. године, на којем је Видоја Божиновић био гост.
Албум Киселина је по анкети 1998. године заузео 60. место на листи од 100 најбољих југословенских албума, према књизи YU 100: Најбољи албуми југословенске рок и поп музике. Песма Пут ка Сунцу је према анкети 2000. године заузела 92. место, на листи Рок експрес 100 најбољих песама свих времена југословенске рок музике.
У београдским клубу Бард, 5. октобра 2005. године одржан је концерт посвећен Зорану Божиновићу. На концерту су наступили његов брат Видоја, Мирослав Цветковић (Бајага и Инструктори), Небојша Антонијевић (Партибрејкерси), Дејан Цукић, Петар Радмиловић, Душан Којић (Дисциплина кичме), Бранислав Петровић (Електрични оргазам), Душан Ђукић, Никола Чутурило, Мања Ђорђевић (Дисциплина кичме), Владимир Ђорђевић, Влада Неговановић и многи други. Снимак концерта објављен је на ДВД издању Пут ка Сунцу — Ноћ посвећена Зорану Божиновићу.

## Дискографија

### Студијски албуми
- Киселина (1973)
- На извору светлости (1975)

### Уживо албуми
- Пут ка Сунцу (1976)

### Бокс сет
- Антологија 1972 - 1976 (2008)

### Синглови
- "Пут ка Сунцу" / "Сјај у очима" (1972)
- "Променићемо свет" / "Свемирска прича" (1973)
- "Земља светлости" / "Дуго лутање кроз ноћ" (1974)
- "Сећања" / "Реквијем за пријатеља" (1975)
- "Моја песма" / "Успомена" (1977)